# SNK (1978年設立の企業)
株式会社エス・エヌ・ケイ（英: SNK CORPORATION）は、1970年代から2001年にかけてゲーム機やゲームソフトの企画・開発・販売、およびアミューズメント施設の経営などの事業を行っていた日本のゲームメーカー。
ループレバーや、業務用筐体と家庭用ゲーム機に共通フォーマットを採用し、自社の業務用ゲームをそのまま家庭でも遊技できるゲームシステム「ネオジオ」の発売元として知られる。
経営破綻後、旧社の知的財産権は2001年に株式会社プレイモアへ移動した。プレイモアは2003年に「SNKプレイモア」へ社名変更した後、2016年には旧社と同じ「SNK」（新社）へ再度の社名変更を行った。

## 歴史と概要

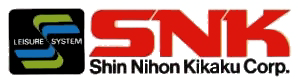
新日本企画時代のSNKロゴ（1981年—1988年）

### 新日本企画 時代
大阪で喫茶店と土木建設業を経営していた川崎英吉（1944年 - ）が、神戸にあった知人が経営していた電機会社について資金提供の相談を受けたことをきっかけにこの会社を自ら買収、1973年に新日本企画として創業。1978年7月22日に組織改編を行い、株式会社新日本企画を設立する。同社にアクションゲームや対戦格闘ゲームが多いのは、元プロボクサーであった創業者の影響だと言われている。
創業当時の、アーケードゲーム史に残る有名なゲームは、主に以下の通り。
- 『センカンヤマト』（1978年）：ブロックくずしのコピーゲームで、同社のデビュー作。
- 『スペースインベーダー』：タイトーからのライセンス生産で、以後同社のゲームはしばらくタイトー製のゲームに似た作風が続いた。
- 『オズマウォーズ』（1979年）：同社初のオリジナルゲーム（ただし実際の開発はロジテック）で、基板は『スペースインベーダー』の流用。
- 『サスケvsコマンダー』（1980年）：多彩なボス戦や、ザコ敵の死体が撃ち返し弾扱いになるなど、当時としては画期的なアイデアが盛り込まれた。
- 『ヴァンガード』(1981年) ：多彩なスクロールで先に進んでゆくシューティングゲーム。上下左右に発射されるレーザーが特徴的。無敵状態になるとフラッシュ・ゴードン戦いのテーマ（QUEEN作曲）が流れる。
- 『ASO』（1985年）：対地 / 対空撃ち分けシューティングゲーム。
- 『T・A・N・K』（1985年）：ループレバーを採用した独自の操作方式が特徴。同様のシステムを用いた続編として、『怒 -IKARI-』（1986年）、『怒号層圏』（1986年）、『怒III』（1988年）が作られた。
- 『アテナ』（1986年）：ヒロインのキャラクターをアピールした作品であり、ギャルゲーのルーツとも言える。続編に、ヒロインの子孫が主人公である『サイコソルジャー』（1987年）がある。

同社の愛称として、当初は「シンニホンキカク」のカタカナ表記を使用していたが、1981年からローマ字表記（Shin Nihon Kikaku）から頭文字を取って「SNK（エス・エヌ・ケイ）」とした。英字のコピーライト表記も「SNK CORPORATION」となっていた。

### エス・エヌ・ケイ 時代
1986年4月に愛称である「SNK」に社名変更することになったが、登記上の商号は「株式会社エス・エヌ・ケイ」とせざるを得なかった。これは当時の法務省がアルファベットによる商号登記を認めなかったためである。1988年3月、エス・エヌ・ケイのスタッフは大阪府吹田市のビルに移転した。

#### ネオジオ発売
当初、エス・エヌ・ケイが発売するゲームについてはシューティングゲーム、ロールプレイングゲーム、そして対戦格闘ゲームなどバリエーションがあったが、1990年に自社の新プラットフォームとしてネオジオを投入、1991年に発売した対戦型格闘ゲーム『餓狼伝説』が大ヒット。これが同社の転機となり、同作はシリーズ化もされた。
これを機に徐々に対戦格闘ゲーム偏重のラインナップとなり、対戦格闘の黄金期であった1990年代には『サムライスピリッツ』、『龍虎の拳』、『ザ・キング・オブ・ファイターズ』などの自社人気格闘ゲームを続々とシリーズ化した。これに併せて、直営ゲームセンター「ネオジオランド」ほか直営アミューズメントパーク「ネオジオワールド」を展開するなど業種を拡大していく。
エス・エヌ・ケイ全盛期の江坂駅（大阪府吹田市）周辺は、本社屋、開発社屋や「ネオジオランド」や看板・広告類が立ち並ぶなど、エス・エヌ・ケイの本拠地としてちょっとした企業城下町的な雰囲気さえ漂う街並みと化したほどで、そのような江坂の町の雰囲気はゲーム作品中でもステージ背景のモチーフとして用いられていた。
また、コンビニやゲームショップ、駄菓子屋などにネオジオ筐体を設置して電気代を負担をすればインカム（収入）の一部を支払うという店側にとって好条件での契約を提示したために全国で爆発的に普及。

#### メディアミックス成功とネオジオ拡大戦略
エス・エヌ・ケイの主戦力となった同社の対戦格闘ゲームであるが、各作品ともシリーズを経る毎に操作システムのマニアックで複雑な進化を遂げて行く一方で、美形と女性キャラクターなど一部の人気キャラのキャラクター性を全面に打ち出した販売戦略などが顕著になり、それぞれの作品のCDドラマやテレビアニメ制作でメディア展開も繰り広げられた。
この対戦格闘ゲームのブームによる驚異的な売上によってもたらされた潤沢な資金は、エス・エヌ・ケイをさらに強気にさせることになり、1994年には家庭用ネオジオのCD-ROM機バージョンであるネオジオCD、1997年末にはMVS（業務用ネオジオ）後継のハイパーネオジオ64を発売、1998年には同社初の携帯型ゲーム機ネオジオポケットを、そのわずか5か月後にはネオジオポケットカラーを発売した。
1999年にも東京・お台場のパレットタウンに「ネオジオワールド東京ベイサイド」（のちの東京レジャーランドパレットタウン店→MORI Building DIGITAL ART MUSEUM: EPSON teamLab Borderless）を開園、観覧車やジェットコースターなど当時の技術の粋を集めた最新アトラクションを完備しており、オープン時には同じく台場に本社を建設したフジテレビを擁するフジサンケイグループとの大規模なタイアップが組まれ、各種メディアでたびたび特集された。
一方で、1990年代も終盤に差し掛かるとエス・エヌ・ケイが得意とする2D対戦格闘ゲームのブームは終焉を迎えており、ネオジオCDやハイパーネオジオ64も、ヒットには至らなかった。併せて、当初は好調だったネオジオポケットが後発のゲームボーイカラーに対して劣勢になりはじめ、開園したばかりの「ネオジオワールド東京ベイサイド」が、同時期にリニューアルオープンした「よこはまコスモワールド」に話題を奪われるなど、事業拡大一辺倒であったエス・エヌ・ケイの経営に次第にかげりが見え始めた。
結局のところ、この遊園地事業は莫大な赤字を出し、エス・エヌ・ケイの経営体力を浪費させただけであった。また、1999年には数多くのエス・エヌ・ケイ作品を紹介し攻略記事を掲載してきたアーケードゲーム専門雑誌『ゲーメスト』が、出版元である新声社の倒産により廃刊となったのも痛手となった。

#### 退潮から破綻へ
2000年に入ると、複雑化しすぎた対戦格闘ゲームは底の見えない低迷期となっていた。しかし、エス・エヌ・ケイ自体が全盛期の成功ノウハウに頼って対戦格闘ゲームに傾注し過ぎ、それに開発リソースの大半を特化させていたため急な方針転換がかなわず、加えて先述した多角化経営が災いし、経営状態が悪化。特に、家庭用ゲーム機の失敗と、ネオジオワールドの不調が及ぼした影響は、取り返しのつかない状態になっていた。
パチスロメーカーのアルゼ（現・ユニバーサルエンターテインメント）の子会社となり、資本注入を受けて一度は急場を凌いだものの、その後も経営環境の悪化に歯止めがかからず、アルゼ主導による経営再建も、エス・エヌ・ケイとアルゼの足並みの不一致もあって、従業員が混乱に陥る状態になり、結果として不調のまま暗礁に乗り上げてしまう。同時期には、ネオジオ専門誌としてエス・エヌ・ケイの話題を専門的に取り上げる雑誌であった芸文社の『ネオジオフリーク』が2000年12月号をもって休刊した他、本社を東京都江東区有明へ移転し、従業員を約700名削減した。

#### 民事再生できず破産
負債総額約380億円を抱えたエス・エヌ・ケイは自主再建を断念し、2001年4月2日に大阪地方裁判所に対し民事再生法の適用を申請した。申請は受理され、いったんは再生手続きが進められることになり、本社も大阪府吹田市へ戻ったものの、その後も大小様々なトラブルが表面化し、結局は再生計画を期限までに提出できず、大阪地裁は同年10月1日に民事再生手続き廃止を決定し、10月30日付けで破産宣告した。
1990年代中期から2000年代初頭にかけての国内ゲームメーカーの大型倒産の例としては、エス・エヌ・ケイの他にも1998年のコンパイルや1999年のデータイーストなどが挙げられるが、エス・エヌ・ケイはその中でも桁外れに最大級の経営破綻で、単純な金額で見ても1998年のコンパイルの和議（75億円）と比較して約5倍、2003年のデジキューブの破産（95億円）と比較しても約4倍、2010年代以降の例と比較しても2014年のインデックスの破産（民事再生法申請時点で246億200万円）をも凌ぐ規模であった。

#### 破産宣告後
破産手続開始後、エス・エヌ・ケイ関係の権利は競売に掛けられ、かつての系列会社であったプレイモア社（のちSNKプレイモア→2代目SNK）が落札した。現在も同社からエス・エヌ・ケイの一部作品の続編が発表されている。
なお、江坂駅近辺にあった「ネオジオランド」はエス・エヌ・ケイ倒産後も3店舗が営業を続けたが、SNKプレイモアの業務見直しに伴い2005年までに全て閉鎖された。跡地はほとんどが解体されて駐車場になっているが、江坂2号店の跡地（ビル）だけは残されており、テナントなどが入店している。
SNKプレイモアは旧社と同じ吹田市内に本社を置いて業務を遂行しており、2016年には旧社と同じ「株式会社SNK」へ社名を変更した。

## エピソード
- エス・エヌ・ケイがウェブサイトを開設するにあたり、ドメイン名を neogeo.co.jp としていた。これは、新日本空調という三井系の空調工事会社が先んじてsnk.co.jpドメインを取得していたためであった。2代目SNKのドメインはsnk-corp.co.jpとなっている。
- SNKのロゴは1982年頃に使われ始め、1988年にマイナーチェンジされる。MC後のロゴは、SNKプレイモア→2代目SNKになった現在でも使われている。
- エス・エヌ・ケイの格闘ゲームは結果を表示するときには、初代『餓狼伝説』を除き英語の過去形（WinのそれにあたるWonや、LoseのそれにあたるLost）で表記される。
- ネオジオとは、ラテン語で「新たなる大地」という意味だと、社内では説明されていた。
- 現SNKと旧エス・エヌ・ケイの間には法的関係はないが、実際には幹部職の大半が旧エス・エヌ・ケイ社員で占められている[要出典]。

## 提供していた番組

### テレビ
- バトルファイターズ 餓狼伝説（フジテレビ）
- SAMURAI SPIRITS 〜破天降魔の章〜（フジテレビ）
- 金曜テレビの星!（TBS、提供は番組中期で終了）
- 人気者でいこう!（ABC、テレビ朝日）
- SPORTS MAX（日本テレビ、提供は番組中期で終了）
- HEY!HEY!HEY!（フジテレビ、1998年頃から2000年頃まで提供）
- 感動ファクトリー・すぽると!（フジテレビ、一時期のみ）
- 金曜ロードショー（日本テレビ、一時期のみ）
- バトルスピリッツ 龍虎の拳（フジテレビ）
- ATHENA -アテナ-（テレビ東京）

### ラジオ
- オールナイトニッポン（ニッポン放送、平日第1部のみ、1987年頃から1998年頃まで提供）
- 一撃! ネオ・ラ・ジオ（毎日放送）
- ねおちゅぴ（ラジオ大阪）
- お早うネットワーク（ニッポン放送、一時期のみ）
- ゲムドラナイト（TBSラジオ、一時期のみ）
- ミリオンナイツ（TOKYO FM、一時期のみ）
- Come on FUNKY Lips!（文化放送、一時期のみ）